# Jagdgeschwader 102
La Jagdgeschwader 102 (JG 102) (102e escadron de chasseurs) est une unité de chasseurs de la Luftwaffe pendant la Seconde Guerre mondiale.
Active de début 1943 à 1945, l'unité était destinée à la formation des pilotes de chasse.

## Opérations
La JG 102 opère sur différents avions au cours de son activité :
- Arado Ar 66, Ar 68 et Ar 96
- Messerschmitt Bf 108 et Bf 109
- Bücker Bü 131 et Bü 133
- Focke-Wulf Fw 56 et Fw 190
- Heinkel He 51
- North American NA-64
- Siebel Si 204

## Organisation

### Stab. Gruppe
Formé le 25 février 1943 à Zerbst  à partir du Stab/Jagdfliegerschule 2 (JFS 2). 

Il est dissous le 15 mars 1945.

Geschwaderkommodore (Commandant de l'escadron) :
| Début           | Fin             | Grade          | Nom                |
| --------------- | --------------- | -------------- | ------------------ |
| 25 février 1943 | 31 juillet 1944 | Oberstleutnant | Jürgen Roth        |
| 1er août 1944   | 15 mars 1945    | Major          | Karl-Heinz Schnell |

### I. Gruppe
Formé le 25 février 1943 à Zerbst à partir du I./JFS 2 avec :
- Stab I./JG 102 à partir du Stab/JFS 2
- 1./JG 102 à partir du 1./JFS 2
- 2./JG 102 à partir du 2./JFS 2
- 3./JG 102 à partir du 3./JFS 2

Le 4./JG 102 est formé le 15 octobre 1944 à Flensburg-Weiche à partir du 1./JG 117.

Gruppenkommandeure (Commandant de groupe) :
| Début             | Fin               | Grade     | Nom          |
| ----------------- | ----------------- | --------- | ------------ |
| 25 février 1943   | 9 mars 1943       | Hauptmann | Leo Eggers   |
| 10 mars 1943      | 10 septembre 1944 | Major     | Hans Knauth  |
| 11 septembre 1944 | 16 avril 1945     | Hauptmann | Helmut Haugk |

### II. Gruppe
Formé le 15 octobre 1944 à Hadersleben au Danemark à partir du I./JG 114 avec :
- Stab II./JG 102 à partir du Stab I./JG 114
- 5./JG 102 à partir du 1./JG 114
- 6./JG 102 à partir du 2./JG 114
- 7./JG 102 à partir du 5./JG 117.
- 8./JG 102 nouvellement créé

Le II./JG 102 est dissous le 15 mars 1945.

Gruppenkommandeure :
| Début         | Fin          | Grade     | Nom      |
| ------------- | ------------ | --------- | -------- |
| Décembre 1944 | 15 mars 1945 | Hauptmann | Breigner |